# .02
.02 es el segundo trabajo de Forseps, en este disco puede verse claramente en una mirada rápida al interior de lo que es José Fors, las letras tienden a ser más obscuras y las melodías que las acompañan denotan mucha melancolía, es quizá el disco donde se pueda escuchar la contraparte de lo que es Cuca, con canciones más tranquilas y retrospectivas.
Destaca la colaboración de Saúl Hernández en la canción de su autoría "Será por eso", Ely Guerra en "Bajo advertencia" y Hugo Rodríguez en "En el espejo".

## Lista de canciones
1. «En el espejo»
2. «Jugando con muñecas»
3. «Mañana nunca Llegará»
4. «Será por eso»
5. «Crecer y pertenecer»
6. «Bajo advertencia»
7. «Difícil de alcanzar»
8. «Ver y no tocar»
9. «El bulto»
10. «Nada cambia»
11. «Desconéctate»
12. «Y tu voz se aleja»
13. «Cae la noche»[1]

## Reedición 2006 (.02 Plus - Remasterizado)
En 2006 este disco se reeditó, en este se incluyen 3 nuevos temas grabados durante el 2004, incluyendo la banda sonora de la película Hellboy de Guillermo del Toro.

### Lista de canciones
1. «En El Espejo»
2. «Jugando Con Muñecas»
3. «Mañana Nunca Llegará»
4. «Será Por Eso»
5. «Crecer Y Pertenecer»
6. «Bajo Advertencia»
7. «Difícil De Alcanzar»
8. «Ver Y No Tocar»
9. «El Bulto»
10. «Nada Cambia»
11. «Desconéctate»
12. «Y Tu Voz Se Aleja»
13. «Cae La Noche»
14. «Vivo, Existo»
15. «Dulce Violencia»
16. «Hellboy»

## Sencillos y videos
- Bajo Advertencia